# 臺東縣衛生局
臺東縣衛生局，是臺東縣所屬之衛生最高主管機關，新建辦公大樓於民國71年11月落成啟用迄今，主要掌理臺東縣地方之衛生、保健等事項。

## 歷史沿革
1945年8月15日，日本投降，臺灣光復，中央政府頒布「臺灣省行政長官公署組織條例」，並於同年12月11日公佈「臺灣省縣政府組織規程」，隔年1月12日成立臺東縣政府。
衛生局前身是「臺東廳警務課衛生系」，於1945年奉行政長官公署令改為「臺東縣政府民政科衛生股」。1947年奉令改為「臺東縣衛生院」內設醫政股、防疫股、保健股、總務股等四股，院址設於當時之臺東鎮中正里卑南路。
1961年3月27日，原有的「臺灣省各縣（市）政府組織通則」修改為「臺灣省各縣（市）政府組織規程準則」並公佈，縣市行政組織因而調整，衛生院改為衛生局。
同年7月2日，縣府新訂組織規程，經省府核准實施，民政科、建設科、衛生院改制設局，1962年9月11日改制，為「臺東縣衛生局」。
1982年於臺東縣台東市博愛路336號新建辦公大樓，並使用至今。1983年修正臺東縣政府組織規程，明定掌管衛生、保健、環境清潔及環境保護等事項，隔年再增設第七課，管理食品衛生事項。
1990年，臺東縣環境保護局成立，原衛生局所轄之環境衛生業務遂轉移至環保局。
2014年，成立逾54年的慢性病防治所，因醫療院所普及，故而裁撤，其建物則供臺東市衛生所使用。

## 組織架構

### 局本部[4]
- 局長

- 副局長
- 秘書

### 內部單位[4]
- 醫政科
- 食品藥政科
- 長期照顧科
- 保健科
- 疾病管制科
- 心理衛生及檢驗科
- 企劃及行政科
- 人事室
- 會計室
- 政風室

### 附屬機構[4]
- 臺東市衛生所
- 關山鎮衛生所
- 成功鎮衛生所
- 卑南鄉衛生所
- 金峰鄉衛生所
- 達仁鄉衛生所
- 海端鄉衛生所
- 延平鄉衛生所
- 池上鄉衛生所
- 東河鄉衛生所
- 長濱鄉衛生所
- 鹿野鄉衛生所
- 太麻里鄉衛生所
- 大武鄉衛生所
- 綠島鄉衛生所
- 蘭嶼鄉衛生所

## 外部連結
台東縣衛生局臉書專頁 （页面存档备份，存于）
台東縣衛生局https://www.ttshb.gov.tw/StaticPage/AU06